# Hepatosplenomegàlia
L'hepatosplenomegàlia és l'augment simultani del fetge (hepatomegàlia) i de la melsa (esplenomegàlia).
L'hepatosplenomegàlia pot ocórrer com a resultat de l'hepatitis vírica aguda o la mononucleosi infecciosa, o pot ser el signe d'una greu i potencialment mortal malaltia de dipòsit lisosòmic. La hipertensió venosa sistèmica també pot augmentar el risc de desenvolupar hepatosplenomegàlia, que es pot veure en els pacients amb insuficiència cardíaca dreta.

## Causes
- Infeccions: 
  - Hepatitis vírica aguda[2][3]
  - Mononucleosi infecciosa[2][3]
  - Citomegalovirus[2][3]
  - Rubèola[2]
  - Malària[2]
  - Leishmaniosi[2]
  - Fasciolosi
  - Exposició intensa en l'esquistosomosi o la filariosi
- Malalties hematològiques: 
  - Neoplàsia mieloproliferativa[2][3]
  - Leucèmia[2][3]
  - Limfoma[2][3]
  - Anèmia perniciosa[3]
  - Anèmia de cèl·lules falciformes[2]
- Malalties metabòliques: 
  - Malaltia de Niemann-Pick
  - Malaltia de Gaucher
  - Síndrome de Hurler
- Malaltia hepàtica crònica i hipertensió portal: 
  - Hepatitis crònica activa[3]
- Amiloïdosi[3]
- Acromegàlia[3]
- Lupus eritematós sistèmic[3]
- Sarcoïdosi